# Farní sbor Českobratrské církve evangelické v Daňkovicích
Farní sbor Českobratrské církve evangelické v Daňkovicích je sborem Českobratrské církve evangelické v Daňkovicích. Sbor spadá pod Horácký seniorát.
Farářkou sboru je Martina Kadlecová a kurátorem Miroslav Zelený.